# Liste der österreichischen Gesandten in Neapel
Dies ist eine Liste der österreichischen Gesandten im Königreich Neapel (bis 1815) und dem Königreich beider Sizilien (bis 1864). 

## Gesandte

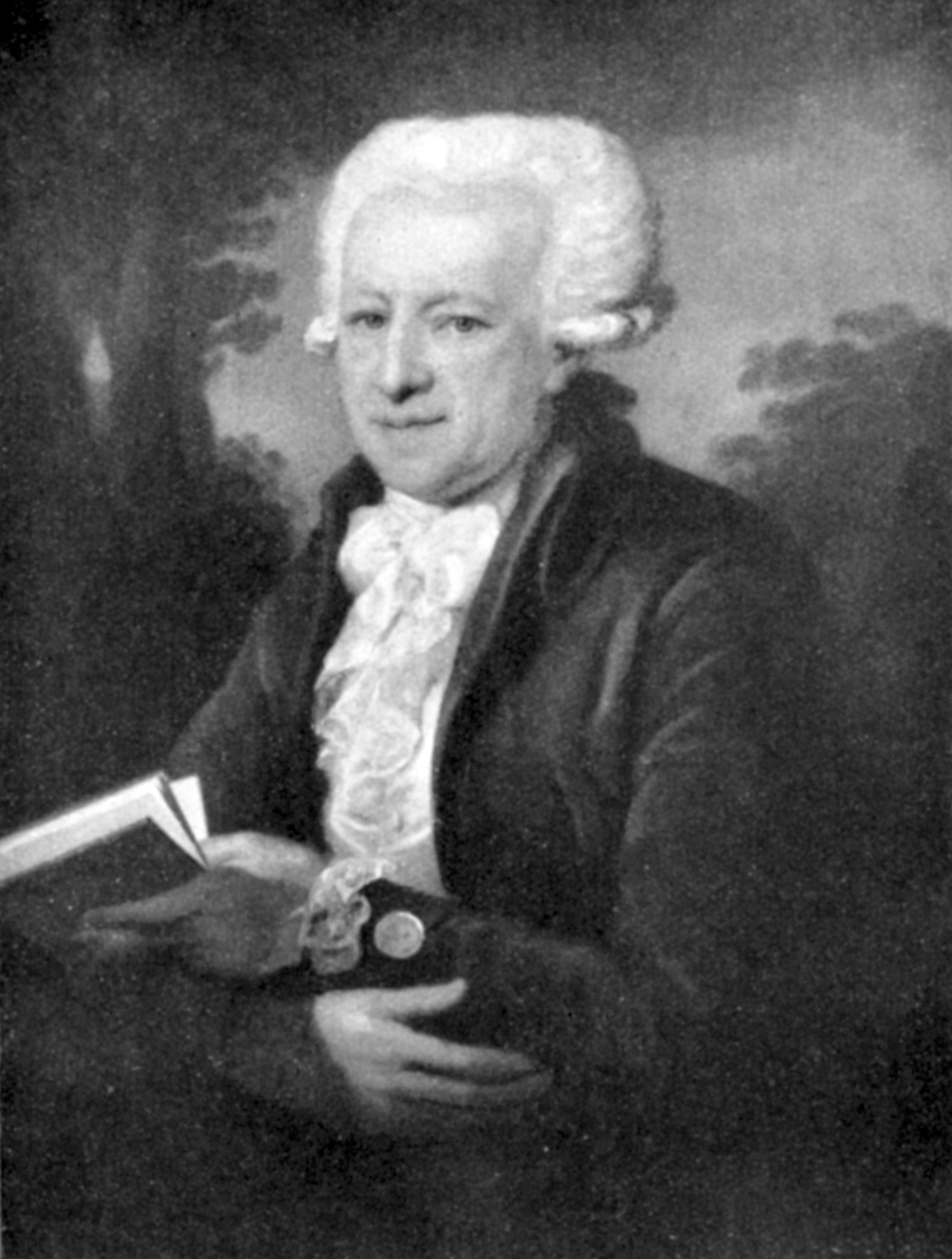
Leopold von Neipperg

1751: Aufnahme diplomatischer Beziehungen
- 1751–1752: Paul II. Anton Esterházy de Galantha
- 1752–1754: Alfons Gomez da Sylva (Geschäftsträger)
- 1754–1758: Karl Joseph von Firmian
- 1758–1764: Leopold von Neipperg
- 1764–1770: Ernst Christoph von Kaunitz-Rietberg
- 1770–1771: Anton Binder von Krieglstein
- 1771–1773: Franz Joseph von Wurmbrand-Stuppach
- 1773–1778: Johann Joseph Maria von Wilczek
- 1778–1784: Anton von Lamberg-Sprinzenstein
- 1784–1787: Karl von Richecourt
- 1787–1789: Johann Amadeus Franz von Thugut
- 1789–1791: Norbert Hadrava (Geschäftsträger)
- 1791–1792: Francesco di Ruspoli
- 1792–1801: Franz von Esterhazy
- 1801–1805: Franz von Cresceri (Geschäftsträger)
- 1805–1807: Aloys von Kaunitz-Rietberg
- 1807–1815: Franz von Cresceri
- 1815–1820: Ludwig von Jabłonowski
- 1820–1821: Karl von Menz (Geschäftsträger)
- 1821–1829: Karl Ludwig von Ficquelmont
- 1829–1830: Karl von Menz (Geschäftsträger)
- 1830–1844: Ludwig von Lebzeltern
- 1844–1848: Felix zu Schwarzenberg

1848–1849: Unterbrechung der Beziehungen
- 1849–1860: Anton Stephan von Martini
- 1860–1864: Emerich Széchenyi

1864: Auflösung der Gesandtschaft